# Grdoselo
 Grdoselo  (olaszul: Castelverde di Pisino) falu Horvátországban, Isztria megyében. Közigazgatásilag Pazinhoz tartozik.

## Fekvése
Az Isztriai-félsziget közepén, Pazintól 6 km-re északra a Butoniga-patak feletti kis földnyelven fekszik.

## Története
A Butoniga-patak völgye fölé épített egykori várát 1102-ben említik először. A település a középkori vár  fölé épült, a 13. században "Gardezelle" néven említi egy német oklevél. A görzi grófok és az aquileiai pátriárka egyik hűbérbirtokának központja volt. A 14. században az Eberstein grófok vásárolták meg. Később a devini grófok, majd a Walsee család birtoka volt. A várat a 15. században általában Unterburgnak, azaz alsóvárnak hívták, mivel a település alatt volt. 1472-ben különálló igazgatással a pazini grófsághoz csatolták. Az 1615 és 1618 közötti uszkók háborúban a település és vára elpusztult, de a harcok után újratelepítették. Az új település központja a Brdo településrészen álló plébániatemplom körül alakult ki. A régi templomot 1680-ban, az újat 1774-ben építették. A régi plébániatemplom titulusa még Szent Jakab volt és a vár közelében volt régi temető területén állt. Tommasini püspök a 17. században említ egy Szent Anna és Szent János tiszteletére szentelt templomot is. Ennek létezését egy a 19. század végén a romok között talált glagolita felirat megerősíti. A településnek 1857-ben 337, 1910-ben 425 lakosa volt. Lakói hagyományosan mezőgazdasággal (szőlő, gyümölcs, zöldségtermesztés) és állattartással foglalkoztak. Közülük sokan a közeli Pazinban dolgoztak. 2011-ben 119 lakosa volt.

## Lakosság
| Lakosság változása | Lakosság változása | Lakosság változása | Lakosság változása | Lakosság változása | Lakosság változása | Lakosság változása | Lakosság változása | Lakosság változása | Lakosság változása | Lakosság változása | Lakosság változása | Lakosság változása | Lakosság változása | Lakosság változása | Lakosság változása |
| ------------------ | ------------------ | ------------------ | ------------------ | ------------------ | ------------------ | ------------------ | ------------------ | ------------------ | ------------------ | ------------------ | ------------------ | ------------------ | ------------------ | ------------------ | ------------------ |
| 1857               | 1869               | 1880               | 1890               | 1900               | 1910               | 1921               | 1931               | 1948               | 1953               | 1961               | 1971               | 1981               | 1991               | 2001               | 2011               |
| 337                | 348                | 368                | 386                | 421                | 425                | 881                | 874                | 359                | 347                | 274                | 251                | 205                | 168                | 143                | 119                |

## Nevezetességei
A Gyógyító Boldogasszony (Marije Božje od Zdravlja) plébániatemplomot 1774-ben építették, 1869-ben és 1985-ben megújították. Főoltárán egy Mária kép látható. A bal oldalon az oltár mellett egy 1100-ból származó glagolita feliratos kőlap látható, mely a feltételezés szerint az egykori Szent Anna templomból származik. A bejárat felett emelkedik az 1869-ben épített  22 méter magas harangtorony benne két haranggal.